# پچ‌اودوارد
پِچ‌اودوارد (به مجاری:  Pécsudvard) یک منطقهٔ مسکونی در مجارستان است که در ناحیه پچ واقع شده‌است.